# Nadisepa dekaiarchus
Nadisepa dekaiarchus är en fjärilsart som beskrevs av Hans Fruhstorfer 1912. Nadisepa dekaiarchus ingår i släktet Nadisepa och familjen juvelvingar. Inga underarter finns listade i Catalogue of Life.